# Виктор Дандевил
Виктор Дезидериевич Дандевил (на руски: Виктор Дезидерьевич/Дезидериевич Дандевиль) е руски офицер, генерал от пехотата. Участник в Руско-турската война (1877-1878).

## Биография
Виктор Дандевил е роден на 5 октомври 1826 г. в Оренбург. Бащата Дезире д'Андевил е военнопленник от Френско-руската война (1812), който приема руско поданство. Майката е потомствена руска дворянка.
Ориентира се към военното поприще. Завършва Оренбургския кадетски корпус с производство в първо офицерско звание хорунджий и назначение в конната казашка артилерия (1844). Завършва Николаевската академия та Генералния щаб (1848).
Участва в Унгарската кампания (1848 – 1849), Туркестанския поход и експедиция по източното крайбрежие на Каспийско море. Назначен е за атаман на Уралската казашка войска (1862). Повишен е във военно звание генерал-майор от 1863 г. Служи отново в Туркестан.
По време на Сръбско-турската война (1876) събира доброволци от балканските народи за корпуса на генерал-майор Михаил Черняев (1875).
Участва в Руско-турската война (1877-1878). Назначен е за командир на 1-ва бригада от 3-та гвардейска пехотна дивизия. Пристига на театъра на военните действия в хода на усилването на Руската армия след началото на войната. Назначен е за командир на дивизията и е в състава на Западния руски отряд с командир генерал-лейтенант Йосиф Гурко.
Бойните действия започва срещу Орханийската турска армия. На 10-12/22-24) ноември 1877 г. след ожесточени боеве при с. Лопян и Етрополското поле дивизията на генерал-майор Виктор Дандевил превзема Етрополе. Завзема Врачешкия проход във взаимодействие с българската доброволческа чета на Георги Суранджиев и бой на билото на прохода на 15-17/27-29 ноември.
Назначен е за началник на лявата колона на Западния отряд при зимното преминаване на Стара планина в състав: 9 батальона, 6 ескадрона, 1-на сотня, 14 оръдия. В помощ на колоната са 700 българи-доброволци за разчистване на маршрута Етрополе – връх Баба – село Буново. По време на преминаването при връх Баба частите на колоната са застигнати от ужасна снежна буря. Цената е много измръзнали руски войници и българи доброволци. Медицинска помощ оказват българи доброволци, водени от лекаря Георги Цариградски. Независимо от максимално трудните условия частите преминават връх Баба на 19 ноември и застрашават десния фланг на Арабаконашката турска позиция.
Командир на Предния отряд от състава на Западния отряд на генерал-лейтенант Йосиф Гурко: 23 000 войници и 150 оръдия. На 4-5/16-17 януари 1878 г. в битката при Дермендере, Караагач и Белащица воините на генерал-майор Виктор Дандевил и генерал-майор Даниил Краснов нанасят последното поражение на Сюлейман паша, след което неговият корпус се разпада като организирана бойна сила. Отрядът участва в освобождаването последователно на Пловдив и Асеновград. Тук служи и неговият син капитан Дандевил, който е командир на стрелкови батальон. За проявена храброст и командирско умение е награден с орден „Свети Георги“ IV и III ст. Повишен е във военно звание генерал-лейтенант от 1877 г.
След войната е назначен за командир на 3-та гвардейска пехотна дивизия (1877-1887), 5-и и 10-и армейски корпуси. Член е на Военния съвет на Руската армия от 1890 г. Повишен е във военно звание генерал от пехотата от 1891 г. Автор на спомени за Руско-турската война (1877 – 1878) и на военно-теоретични и практически трудове.

## Памет
В Асеновград до параклиса „Света Неделя“ признателните граждани са издигнали негов паметник. Автор е скулптора Коста Ламбрев Атанасов (1923-1993), родом от град Асеновград. Негов бюст-паметник има в Ботевград, както и в Панагюрище. Недалеч от хижата на връх Баба е паметник и паметна плоча на загиналите руски воини и българи-доброволци от колоната на генерал Виктор Дандевил при зимното преминаване на Стара планина. Улици в Етрополе, Пловдив, Панагюрище, Асеновград са наименувани „Генерал Виктор Дандевил“.